# Carlos Salem

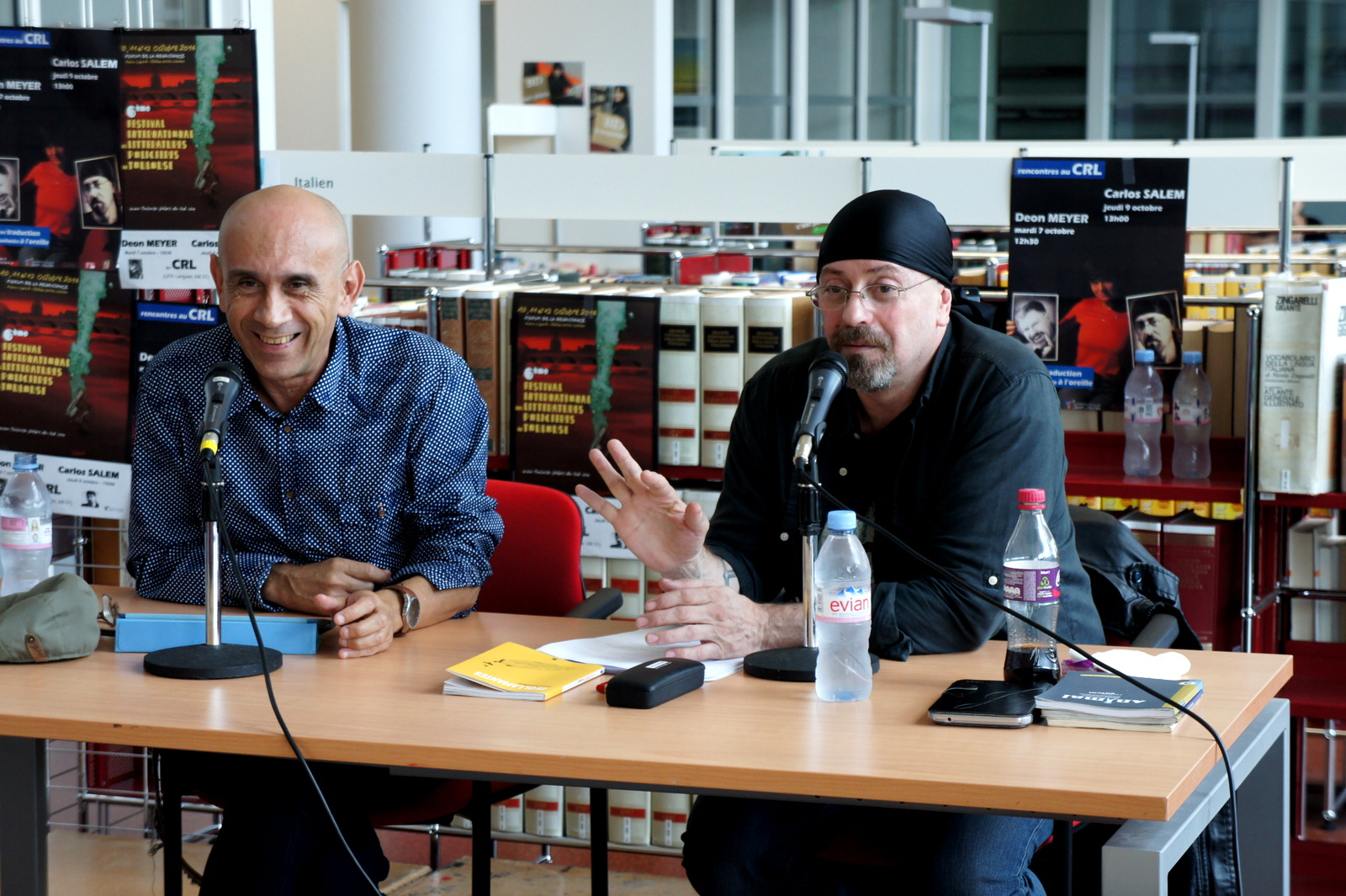
Carlos Salem - CRL - Université Toulouse - Jean Jaurès (2014)

Carlos Salem Sola (* 1959 in Buenos Aires) ist ein argentinischer Schriftsteller.
Er lebt seit 1988 in Spanien und hat für Publikationen wie   El Faro de Ceuta ,  El Telegrama  oder  El Faro de Melilla gearbeitet.

## Werke

### Romane
- Camino de ida (2007, Salto de Página)
- Matar y guardar la ropa (2008, Salto de Página)
- Pero sigo siendo el rey (2009, Salto de Página)
- Cracovia sin ti (2010, Imagine Ediciones)
- Un jamón calibre 45 (2011, RBA)
- El huevo izquierdo del talento (una novela de cerveza-ficción) (2013, ediciones Escalera)
- La maldición del tigre blanco (2013, Edebé)
- Muerto el perro (2014, Navona)

### Geschichte
- Yo también puedo escribir una jodida historia de amor (2008, ediciones Escalera)
- Yo lloré con Terminator 2 (relatos de cerveza-ficción) (2009, ediciones Escalera)

### Dichtung
- Si dios me pide un bloody mary (2008, ed. Ya lo dijo Casimiro Parker)
- Orgía de andar por casa (2009, Albatros)
- Memorias circulares del hombre-peonza (2010, ed. Ya lo dijo Casimiro Parker)

### Theater
- El torturador arrepentido (2011, Talentura)

## Auszeichnungen
- Memorial Silverio Cañada de la Semana Negra de Gijón
- Premio Novelpol a la mejor novela policial
- Premio internacional Seseña de Novela